# Taraxacum quadrangulum
Taraxacum quadrangulum — вид квіткових рослин з родини айстрових (Asteraceae). Вид зростає в Європі: Австрія, Естонія, Чехія, Фінляндія, Німеччина, Польща; це багаторічна рослина помірних біомів.